# خالد أحمد مصطفى
خالد أحمد مصطفى (28 أيلول/سبتمبر 1966 - ) ممثل ومخرج عراقي وأستاذ جامعي له العديد من الأعمال الدرامية العربية والعراقية.

## المشوار المهني
دخل عالم الفن بعمر صغير في البرنامج التعليمي أفتح يا سمسم 1979 ودرس في كلية الفنون الجميلة في بغداد وتخرج سنة 1988 وبعد ذلك حاز على شهادة الماجستير والدكتوراه وعمل بالإضافة لعمله في التلفزيون والمسرح كأستاذ جامعي في نفس الكلية التي تخرج منها وفاز بجائزة أفضل ممثل عام 1986 للمسرح العالمي عن مسرحية ”حلاق بغداد“ للكاتب الفريد فرج.

## الأعمال
- مسلسل عائلة خارج التغطية 2020
- مسلسل النبي أيوب 2014
- مسلسل أنا والمجنون 2014
- مسلسل صندوق الأسرار 2013
- مسلسل نزف جنوبي 2813
- مسلسل القناص 1006 2812
- مسلسل علي الوردي 2012
- مسلسل أبو طبر 2011
- مسلسل مملكة الشر 2010
- مسلسل بيت البنات 2008
- مسلسل رياح الماضي 2006
- مسلسل شمس الصباح 1999
- فيلم طمع الأشرار 1999
- مسلسل حكايات قبل أن تنزل الآيات 1998

خالد احمد مصطفى في مسلسل حكايات قبل أن تنزل الايات

- برنامج سيرك المعلومات 1998
- مسلسل أوائل العرب 1996
- مسلسل صندوق الدنيا 1996
- مسرحية فُرجة 1988
- مسرحية (حلاق بغداد) 1986
- برنامج إفتح يا سمسم 1979

## مرضه
اصيب بمرض سرطان الفك الذي أفقده مقدرته على الكلام والتنفس بشكل صحيح، بل أنه توقف عن تناول الطعام بسبب تطور المرض وعدم توافر العلاج المناسب لحالته في المستشفيات المحلية. وقدمت زوجته الإعلامية آن خالد المناشدات الكثيرة من خلال وسائل التواصل الاجتماعي, وتم له إجراء عملية في الصين ورغم نجاح العملية المعقدة التي أجريت له والتي تم خلالها إزالة جزء من الفك لكن لاتزال حالته الصحية في خطر.

## وصلات خارجية
- خالد أحمد مصطفى على موقع السينما
- خالد أحمد مصطفى على موقع IMDB
- من حديث الدكتور خالد احمد مصطفى ضمن حفل الاحتفاء به على موقع يوتيوب
- خالد احمد مصطفى - برنامج ذاكرة فنان  ((  قناة العراقية  )) على موقع يوتيوب